# Nhà thờ chính tòa Cartagena

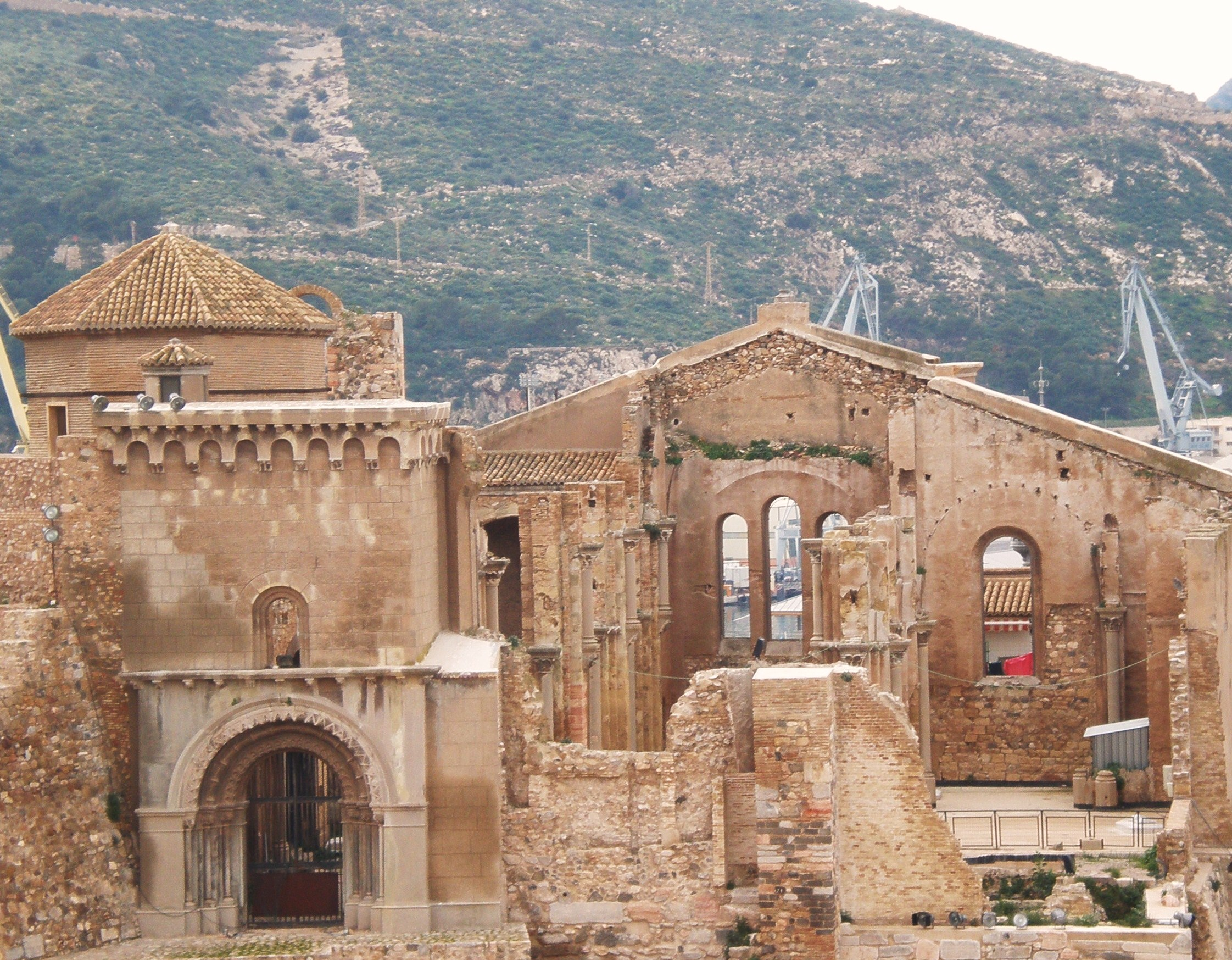
Các vết đổ nát của nhà thờ

Nhà thờ chính tòa Cartagena ở Tây Ban Nha, hay còn gọi là Cathedral of Santa María la Vieja, là nhà thờ chính tòa Giáo phận Công giáo Roma Cartagena, nằm ở đồi La Concepción trong thị trấn cũ Cartagena, Tây Ban Nha. Nhà thờ bị mục nát từ năm 1939, khi bị nó phá hủy khi Cartagena bị cuốn vào nội chiến Tây Ban Nha bởi các thế lực quốc gia.